# ليندون أنطوان
ليندون أنطوان هو لاعب كرة قدم غرينادي، ولد في 18 مارس 1986.

## وصلات خارجية
- ليندون أنطوان على موقع قاعدة بيانات كرة القدم.إي يو (الإنجليزية)
- ليندون أنطوان على موقع ناشيونال فوتبول تيمز (الإنجليزية)
- ليندون أنطوان على موقع Soccerway.com (الإنجليزية)